# Storie mute
Storie mute è una serie a fumetti realizzata da Carlos Trillo e Domingo Mandrafina.

## Storia editoriale
La serie è costituita da brevi storie di sei tavole prive di dialoghi e di vario genere e venne pubblicata originariamente in Italia dalla EPC sulla rivista L'Eternauta dal 1982 al 1983 e successivamente raccolte parzialmente in volume nel 1991 dalla ACME.